# Přepuštěné máslo

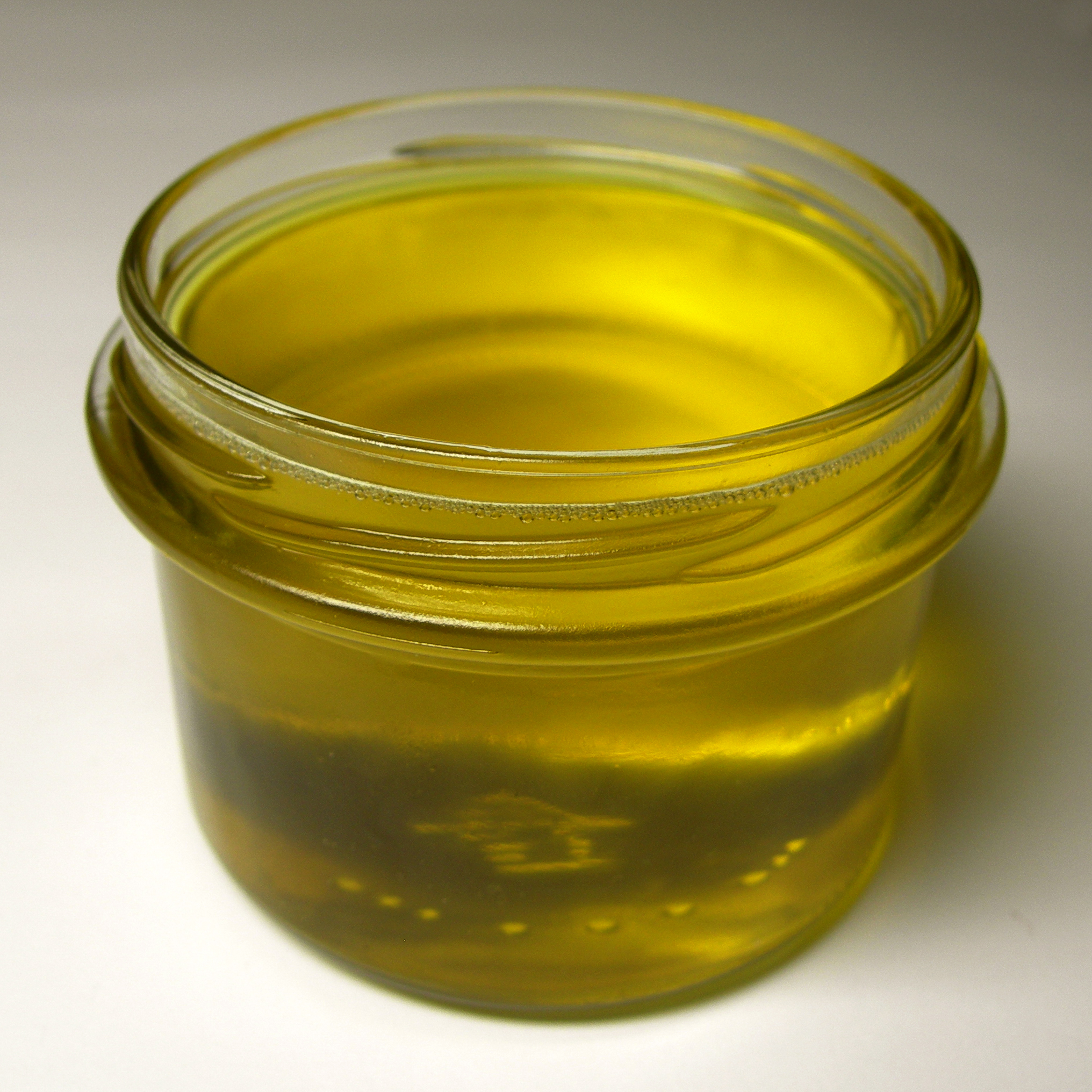
Čerstvě vyrobené přepuštěné máslo, ještě tekuté

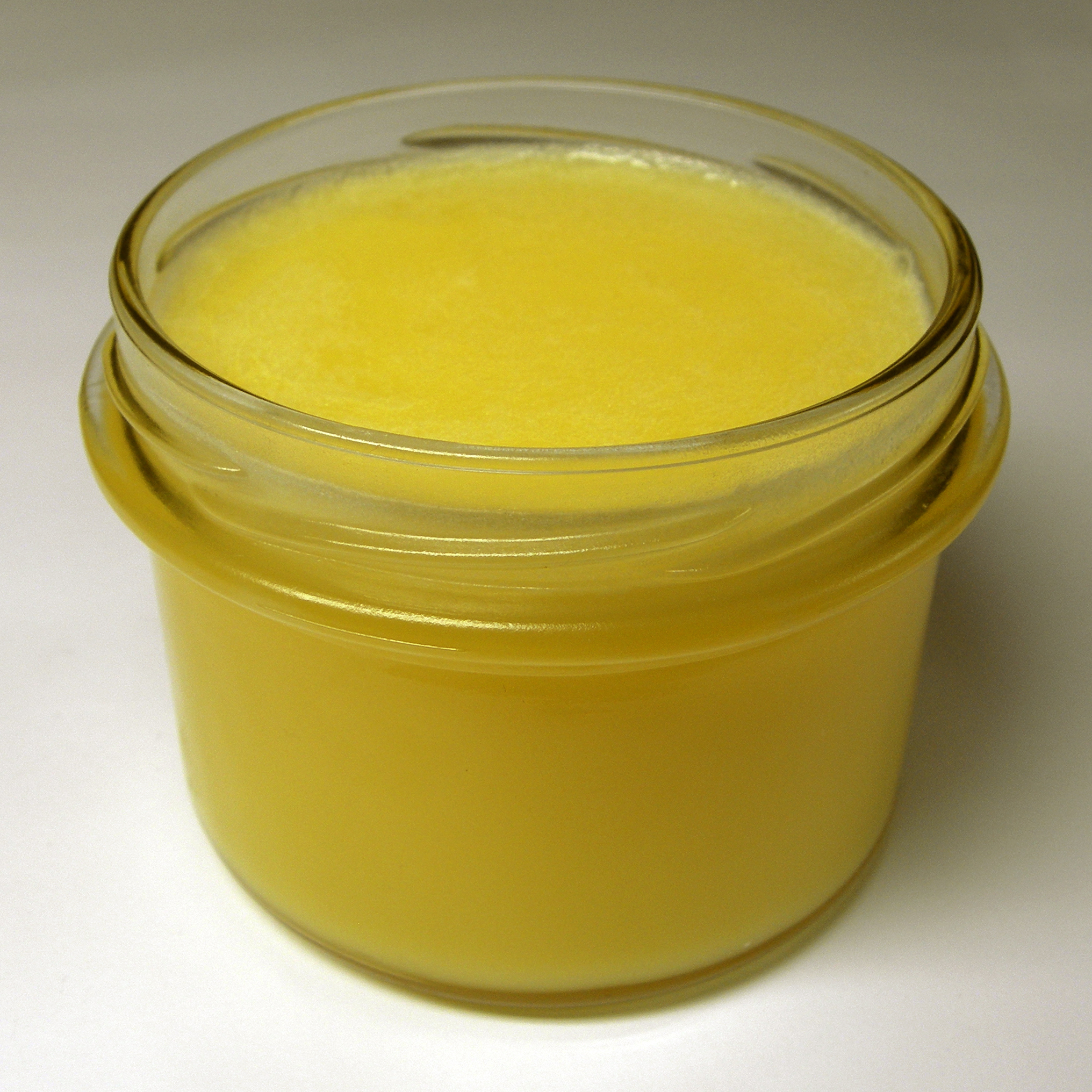
Přepuštěné máslo při pokojové teplotě

Přepuštěné máslo (někdy nesprávně přečištěné máslo) je mléčný tuk získaný z másla jeho zahříváním. Známou formou přepuštěného másla je tradiční jihoasijské ghí vyráběné kromě z kravského i z buvolího mléka.
Jedná se o tradiční úpravu másla, kterou používala i česká autorka kuchařek M. D. Rettigová (u ní „přepouštěné máslo“). Přepuštěné máslo má vyšší bod přepalování (200–250 °C) než původní máslo (150–180 °C), hodí se proto ke smažení. Má také delší trvanlivost.

## Výroba
Připravuje se přepouštěním, tedy zahříváním na nepříliš vysokou teplotu, např. ve vodní lázni. Při tom se z másla odpaří voda a pevné části tvořené především bílkovinami se vysráží na povrchu (kde je lze sesbírat) a klesnou ke dnu. Tuk se následně sleje do jiné nádoby, pro větší čistotu se filtruje. Teplé přepuštěné máslo připomíná olej, vychladlé pastovaný med.

## Použití
Používá se na smažení nebo pečení, kde je kromě nižšího rizika přepalování výhodou i jeho slabě nasládlá, jemně oříšková chuť a vůně.
Trvanlivost správně připraveného produktu uchovávaného v uzavřených nádobách na chladném a suchém místě je v řádu měsíců.